# Jaurrieta
Jaurrieta (em castelhano e em basco) ou Eaurta (no dialeto local navarro-labortano do basco) é um município da Espanha na província e comunidade foral (autónoma) de Navarra. Tem 30,84 km² de área e em 2021 tinha 181 habitantes (densidade: 5,9 hab./km²).

## Demografia
| Variação demográfica do município entre 1991 e 2004 | Variação demográfica do município entre 1991 e 2004 | Variação demográfica do município entre 1991 e 2004 | Variação demográfica do município entre 1991 e 2004 |
| --------------------------------------------------- | --------------------------------------------------- | --------------------------------------------------- | --------------------------------------------------- |
| 1991                                                | 1996                                                | 2001                                                | 2004                                                |
| 321                                                 | 268                                                 | 238                                                 | 235                                                 |